# 晁楣
晁楣（1931年—），男，汉族，山东菏泽市人，中国版画家，曾任中国美术家协会理事，第三届全国人大代表。